# Révay József (író)
Révay József, Ullrich (Kecskemét, 1881. november 22. – Budapest, 1970. február 19.) klasszika-filológus, író, költő, műfordító, irodalomtörténész.

## Élete

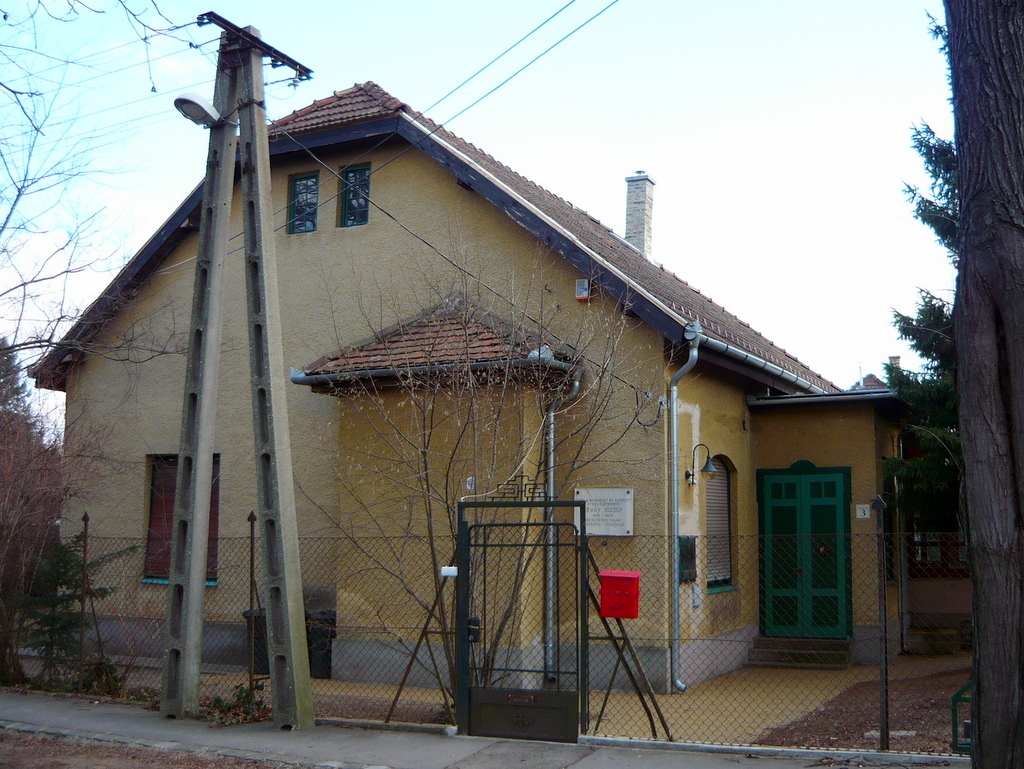
Egykori otthona Budapest XVI. kerületében. A ház falán emléktábla Révay Józsefnek

Apja Ullrich Ödön földmérő mérnök volt, anyja Révay Erzsébet. Az apa munkája miatt a családnak gyakran kellett költöznie. Ezért az elemi iskolát Vácott, a gimnázium első három osztályát a szegedi, a negyediket a Temesvári Piarista Gimnáziumban végezte. Ezután, 1895-ben belépett a piarista rendbe. A novíciátus után kispapként (stúdensként) fejezte be a gimnáziumot Kecskeméten, majd Budapesten tanult teológiát a Kalazantinumban, és ezzel párhuzamosan latint és görögöt az egyetem bölcsészkarán. 
1902-ben latin–görög szakos diplomát szerzett, és szerzetesi örökfogadalmat tett, majd helyettes tanárként Nyitrán és Nagykanizsán tanított egy-egy évet. Igazi szerzetesi elhivatottsága saját bevallása szerint sohasem volt, csak elhunyt édesanyja kérésére lett piarista, és mindig is világias életet élt. Rendtársai szerint „nem látszott rajta, hogy pap”. 1904. április 25-én letette a tanári vizsgát is, majd pappá szentelése előtt kilépett a rendből. Érettségi után felvette anyja családi nevét is, 1904-től pedig csak ezt használta, mint Révay József.
Továbbra is vidéki gimnáziumokban tanított, Sopronban, Szabadkán, Késmárkon. Eközben evangélikus vallású lett és megnősült. Első felesége Korniss Piroska volt, egy fiuk Géza, és egy lányuk Aliz született, de a házasság hamar felbomlott. Versei 1901-től jelentek meg különféle lapokban, írt ifjúsági színdarabokat is, később pedig elsősorban ókortudományi műveket. Ókortudományi kutatások céljából több hosszabb tanulmányúton volt, 1908-ban Berlinben, 1912–1913-ban Rómában és Berlinben, majd 1914-ben Münchenben és Leidenben. 1914-ben fél évig a debreceni református bölcsészeti akadémián tanított, majd újból Késmárkra került, ahol 1915-ben újból megnősült, Zuber Mariannát vette feleségül. 1917-től a budapesti Veres Pálné Gimnázium tanára, majd 1918–1919-ben igazgatója volt. A kommün alatt egyetemi tanár lett, és a Közoktatásügyi Népbiztosság középiskolai ügyosztályát vezette, ezért 1920-ban állásvesztésre ítélték.
Ekkor családjával Mátyásföldre költözött, és fordításokból próbált megélni. 1922–1923 között a Kultúra könyvkiadó lektora volt, 1928-tól 1942-ig pedig Franklin Társulat irodalmi titkára és lektora. 1933 és 1942 között ő szerkesztette a kiadó Tükör című képes irodalmi folyóiratát. Kiadója utasítására több egyházi jellegű kiadványt is írt és szerkesztett, ezért ismét katolikus lett. Ugyancsak munkaköri kötelességből, gyors munkával írta meg 1934-ben a Gömbös Gyula élete és politikája című könyvet. Fordítóként számos latin, görög és olasz szerzőt ültetett át magyarra, köztük Szophoklész, Arisztophanész, Plautus, Petronius, Seneca, Iosephus Flavius, Lucius Apuleius, továbbá Boccaccio, Carlo Goldoni, Alessandro Manzoni, Giovanni Papini, Victor Hugo, Thomas Mann műveit. Legnagyobb sikert azonban szintén ókori római témájú regényeivel érte el, 1937-től kezdve.
1942-ben elhagyta a szerkesztői állást, és azontúl csak írói munkásságából élt. 1943-ban megkapta a Baumgarten-díjat. 1945-től lehetett ismét egyetemi tanár, egészen nyugdíjazásáig, 1952-ig. Ezután csak regényeivel, fordításaival és ismeretterjesztő művekkel foglalkozott.

## Munkái

### Versek és színjátékok
- Dalok könyve: Versek, Budapest, 1903
- Bimbilla, vagy a diákköltészet alkonya: Ifjúsági színdarab, Nagykanizsa, 1904
- Mars főhadnagy: Komikus eposz, Nagykanizsa, 1904

### Tudományos és ismeretterjesztő könyvek
- De vita et operibus Commodiani Gazaeri, Temesvár, 1902
- Commodianus élete, művei és kora; Franklin, Bp., 1909
- Római emlékek, Késmárk, 1913
- Ó-keresztény szimbólumok, 1913
- Nero fáklyái: Tanulmányok a kereszténység első századaihoz, Budapest, 1915
- Petronius és kora, Budapest, 1927
- Ókori író, mai olvasó, Budapest, 1942
- Séták a római Magyarországon, Budapest, 1943; 2. átdolg. kiadás, Budapest, 1965
- Lupus, az aquincumi költő, Budapest, 1944
- Százarcú ókor, Budapest, 1962

### Történelmi regények és elbeszélések
- A költő és a császár [Horatius és Augustus], Budapest, 1937
- Raevius ezredes utazása [az ókori Rómában], Budapest, 1938
- A párduc [Severus császár és a kereszténység viszonya], Budapest, 1954)
- Aranygyűrű [Minatia Polla, a szépség és a jóság ókori tündérének története], Budapest, 1957
- Tűzfolyam [antik témájú elbeszélések], Budapest, 1958
- Égi jel [Constantinus császár története, aki nem mert szembeszállni a kereszténységgel], Budapest, 1959
- Elhagytál Helios [az aposztata Julianus császár története, aki neoplatonista tanok rajongója], Budapest, 1966
- Márvány menyasszony [Tiberius Barbius története], Budapest, 1972

### Tankönyvek
- Latin nyelvtan, Budapest, 1915
- Latin olvasókönyv, Budapest, 1915
- Megtanulok latinul, Budapest, 1943

### Fordítás-antológiák
- Lucius Apuleius: Az aranyszamár, Budapest, 1924, 1942, 1949, 1959, 1963
- A boldog vadászok: Válogatás görög elbeszélésekből, Budapest, 1959
- A szerelmes delfin: Ókori dekameron, Budapest, 1962
- A leány meg az isten: Görög szerelmes novellák, Budapest, 1968

### Egyéb
- Gömbös Gyula élete és politikája, Budapest, 1934
- Pályám emlékezete; magánkiadás, Budapest, 2007